# Житецький Іродіон Олексійович

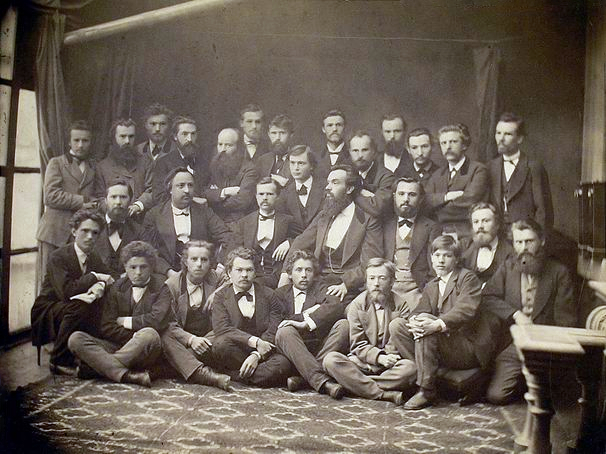
Київська «стара» громада разом зі студентською, 1874 р. Зліва направо: перший ряд: невідомо, Комарецький, невідомий представник студентської громади, Олександр Русів (скарбник), Іродіон Житецький, Волянський, Трохим Біленький, Михайло Левченко;
другий ряд: Микола Лисенко, Павло Чубинський, Іван Нечуй-Левицький, Михайло Старицький, Орест Левицький (делегат студентів при старій громаді), Діаконенко;
третій ряд: Фаворський, Михайло Драгоманів, Петро Косач (?), Білоусів, Микола Ковалевський, Пащенко, Хведір Вовк, Володимир Антонович, Микола Вербицький, Вільям Беренштам, невідомо, невідомо, Павло Житецький, невідомо.

Житецький Іродіон Олексійович (рос. Житецкий Иродион Алексеевич, 1851 — 1913) — етнограф, громадський діяч.
Навчався в Київському університеті.
Член київської Старої громади, Південно-Західного відділу Російського географічного товариства, Історичного товариства імені Нестора-Літописця, співробітник видання «Киевская старина».
За участь у студентських заворушеннях був виключений з Київського університету, перебував на засланні у В'ятській та Астраханській губерніях.
Після повернення поступив на державну службу у м. Владимирі.

## Праці
Найбільш важливі:
- (рос.)«Смена народностей в Южной России [Архівовано 4 березня 2016 у Wayback Machine.]» («Киевская старина», 1883—1884);
- (рос.)«Астраханские калмыки» (Астрахань, 1892);
- (рос.)«Очерки быта астраханских калмыков» (Москва, 1893).